# Knickschirm
Ein Knickschirm oder Knicker war eine etwa von 1795 bis 1860 verbreitete Form eines leichten Sonnenschirms für Damen, der seitlich abgeknickt werden konnte und Schutz auch vor der tiefstehenden Sonne bot.

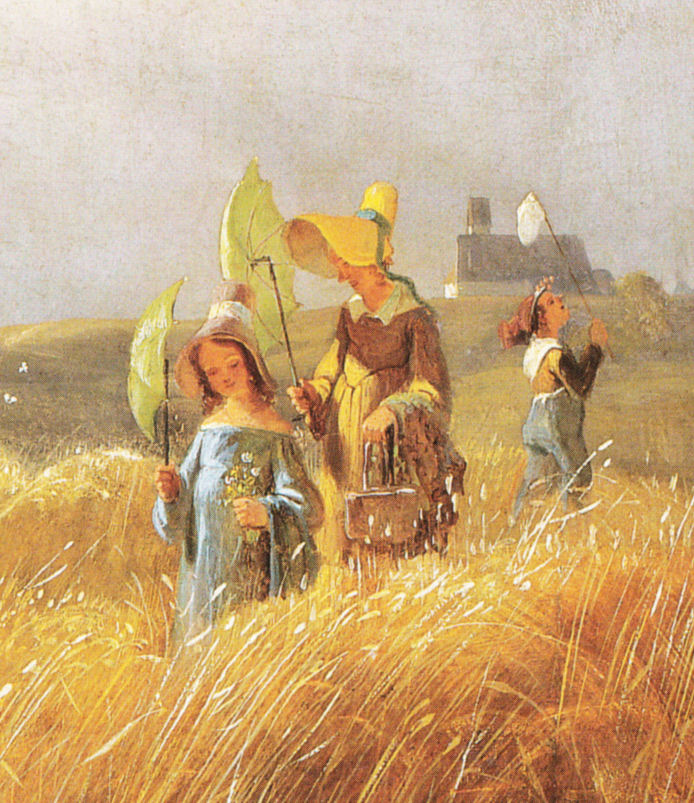
Der Sonntagsspaziergang (Detail)

Auf dem bekannten Bild Der Sonntagsspaziergang von Carl Spitzweg tragen die Frau und das Mädchen in der rechten Gruppe jeweils einen Knickschirm.
Auch ein Schirm, dessen Stiel zur platzsparenden Aufbewahrung und Beförderung (z. B. in der Kutsche) zusammengelegt werden kann, wird als Knicker bezeichnet. In Frankreich wurde dieser Schirmtyp Marquise (vgl. Markise) genannt.
Heute haben größere Schirme, deren Stiel durch Ständer oder Montierung vertikal ausgerichtet ist, häufig noch eine Knickvorrichtung. Durch Knicken und Drehung des Stiels kann die Schirmrichtung dann dem Sonnenstand angepasst werden. Solche Schirme für Strand und Garten werden ebenfalls als Knickschirme bezeichnet.